# Nancy Wake
Nancy Wake (kallad "den vita musen"), född 30 augusti 1912 i Wellington, Nya Zeeland, död 7 augusti 2011 i London, England, var en nyzeeländsk kvinna som deltog i den franska motståndsrörelsen under andra världskriget. Hon var under en tid Gestapos mest eftersökta person.